# Fox’s Biscuits
Fox's Biscuits, è un'azienda brittanica con sede a Batley, nel West Yorkshire, specializzata in prodotti dolciari di proprietà della Ferrero.
La sede centrale e lo stabilimento principale si trovano nella stessa città, mentre un altro impianto è situato a Wesham, nel Lancashire. I suoi biscotti vengono esportati in Europa, Nord America e Asia.
L’azienda è conosciuta per i suoi biscotti di largo consumo e le barrette ricoperte di cioccolato, come Rocky, Classic, Echo, Crunch Creams e Party Rings. Produce inoltre biscotti a marchio del distributore per diverse catene di supermercati.

## Storia
Fox's Biscuits fu fondata nel 1853 a Batley, da Michael Spedding, che iniziò la propria attività in una casa a schiera situata al numero 17 di Whitaker Street. Spedding lavorò in un piccolo forno artigianale, producendo dolciumi da vendere alle fiere e feste popolari del nord dell'Inghilterra.
Alla fine del XIX secolo, la figlia Hannah sposò Fred Ellis Fox, dal quale l'azienda prese il nome. A partire dal 1897 l’attività fu conosciuta come F.E. Fox & Co. e si sviluppò progressivamente fino a diventare una realtà industriale. Nel 1927 il forno si trasferì su un’area precedentemente utilizzata come orto di guerra, sempre a Batley. Nel 1960 l’impresa assunse la denominazione di Fox’s Biscuits Ltd, trasformandosi in società a responsabilità limitata.
Nel 1977 fu acquisita da Northern Foods, che consolidò l’attività espandendone la portata e l’influenza nel mercato britannico. Nel 1986 Northern Foods acquisì anche Elkes Biscuits, storico produttore di Uttoxeter, fondato nel 1908 da Charles Henry Elkes e noto per l’invenzione del biscotto Malted Milk. I due marchi operarono separatamente fino all’inizio del XXI secolo, quando Fox's ed Elkes vennero gradualmente integrati.
Nel 2011 Northern Foods fu acquisita dal gruppo 2 Sisters Food Group, sotto la guida dell’imprenditore Ranjit Singh Boparan. Fox’s proseguì l’attività con stabilimenti principali a Batley e Kirkham, mentre lo stabilimento di Uttoxeter continuò a operare sotto la gestione del gruppo, prevalentemente come produttore per marchi privati.
Nel 2020, il gruppo italiano Ferrero acquisì Fox’s Biscuits, escluso il sito di Uttoxeter, per un valore di 246 milioni sterline. Con l’acquisizione, circa 1.500 dipendenti passarono sotto il controllo del colosso dolciario italiano. Nello stesso anno l’azienda ottenne il Lausanne Index Prize – Bronze Award per la qualità del prodotto.
Nel 2022, Ferrero unificò la gestione di Fox’s e della Burton’s Biscuit Company (acquisita nel 2021) creando la nuova società Fox's Burton’s Companies UK (FBC UK), con sede centrale a St Albans. Nel marzo 2024, la fusione venne formalizzata giuridicamente sotto un’unica entità operativa.

## Marchi
Elenco dei principali marchi di produzione soggetti al controllo dell’azienda Fox’s Biscuits:
- Rocky: disponibile nei gusti Chocolate, Caramel, Crispy Crunch e, occasionalmente, in edizione limitata Orange.
- Rocky Chockas: varianti arricchite, proposte in Double Choc, Toffee e Honeycomb.
- Rocky Rocks: mini barrette croccanti in versione Chocolate o Crispy Crunch.
- Echo: biscotti con strato cremoso e copertura di cioccolato, nei gusti Mint, Orange e Chocolate.
- Classic: barretta biscotto semplice con copertura al cioccolato.
- Cookie Bars, Triple, Millionaire’s Shortcake e Shortcake Rounds: dolcetti composti da strati di biscotto, caramello e cioccolato.
- Viennese: biscotti friabili ricoperti di cioccolato al latte o fondente.
- Chunk Cookie: biscotti grandi e morbidi in tre versioni: Dark Chocolate, Milk Chocolate e White Chocolate.
- Extremely Chocolatey Cookie: biscotti intensamente ricoperti di cioccolato.
- Crunch Creams: nei gusti Ginger, Golden, Chocolate Fudge, Classic e Double Choc.
- Creams: classici britannici come Rich Tea, Jam Ring, Malted Milk, Nice e Classic.
- Crinkles: biscotti dal cuore morbido disponibili in Butter, Ginger, Coconut e Milk Chocolate.
- Dunkers: biscotti ideali per l’inzuppo, nelle varianti Oaty e Shortcake.
- Sports: biscotti sagomati, pensati per i bambini.
- Party Rings: biscotti glassati multicolore, icona del marchio.
- Minis: versioni in formato ridotto, come Buttery e Oaty.
- Bourbon Biscuit: classico biscotto al cacao con ripieno cremoso.
- Creations, Speciality e Speciality Brandy Snaps: linee stagionali o premium.
- Favourites e Luxury Chocolate Carton: confezioni assortite pensate per il consumo familiare o come regalo.
- Wholemeal Cracker: linea salata, con varianti Original, Tomato & Red Pepper, Cheese & Onion e Sunflower Seed & Honey.